# Drop It on Me
Drop It on Me è un brano del cantante portoricano Ricky Martin, pubblicato come secondo singolo tratto dal suo decimo album Life del 2005.
Il singolo, che vede la collaborazione di Daddy Yankee, è stato prodotto da will.i.am e Luny Tunes.
Nonostante le aspettative, il singolo è stato uno dei maggiori flop commerciali di Martin, non riuscendo ad entrare praticamente in nessuna classifica.

## Tracce
1. Drop It On Me (Album Version) (ft. Daddy Yankee)
2. Drop It On Me (Andrea Edit) (ft. Daddy Yankee)
3. Drop It On Me (Pao Mix) (ft. Daddy Yankee)
4. Drop It On Me (Paulis Edit) (ft. Daddy Yankee)
5. Drop It On Me (Yessy Edit) (ft. Daddy Yankee)